# Antti Ruuskanen
Antti Hermanni Ruuskanen (* 21. Februar 1984 in Pielavesi) ist ein finnischer Speerwerfer. 2012 in London wurde er olympischer Silbermedaillengewinner im Speerwurf.

## Sportliche Laufbahn
Erste internationale Erfahrungen sammelte Antti Ruuskanen im Jahr 2003, als er bei den Junioreneuropameisterschaften im heimischen Tampere mit einer Weite von 72,87 m die Bronzemedaille gewann. Zwei Jahre darauf gewann er dann bei den U23-Europameisterschaften in Erfurt mit 76,82 m die Silbermedaille hinter dem Polen Igor Janik und 2009 qualifizierte er sich erstmals für die Weltmeisterschaften in Berlin, bei denen er mit 81,87 m im Finale den sechsten Platz belegte. 2011 wurde er dann bei den Weltmeisterschaften im südkoreanischen Daegu mit 79,46 m Neunter und 2012 schaffte er die Qualifikation für die Olympischen Spiele in London, bei denen er mit einem Wurf auf 84,12 m im Finale die Silbermedaille hinter Überraschungssieger Keshorn Walcott aus Trinidad und Tobago gewann. Ursprünglich landete Ruuskanen nur auf Platz 3, jedoch wurde der vor ihm liegende Ukrainer Oleksandr Pjatnyzja des Dopings überführt und die Silbermedaille im Jahr 2016 dem Finnen zugesprochen. 
2013 belegte er bei den Weltmeisterschaften in Moskau mit 81,44 m den fünften Platz und im Jahr darauf siegte er bei den Europameisterschaften in Zürich mit einer Weite von 88,01 m und setzte damit die starke Tradition finnischer Speerwerfer fort und war bereits der vierte Finne, der einen Europameistertitel gewinnen konnte. 2015 wurde er bei den Weltmeisterschaften in Peking mit 87,12 m im Finale Fünfter und gewann im Jahr darauf bei den Europameisterschaften in Amsterdam mit einer Weite von 82,44 m die Bronzemedaille hinter dem Letten Zigismunds Sirmais und Vítězslav Veselý aus Tschechien. Zudem nahm er erneut an den Olympischen Spielen in Rio de Janeiro teil, bei denen er mit 83,05 m im Finale auf Rang sechs landete. 
Nach einem Jahr Wettkampfpause erreichte er 2018 bei den Europameisterschaften in Berlin mit 81,70 m Rang fünf und im Jahr darauf schied er bei den Weltmeisterschaften in Doha mit 75,05 m in der Qualifikation und verpasste damit erstmals in seiner Karriere eine Finalteilnahme bei einem Großevent.
In den Jahren 2012, 2014 und 2015 wurde Ruuskanen finnischer Meister im Speerwurf.